# Tore Johnson

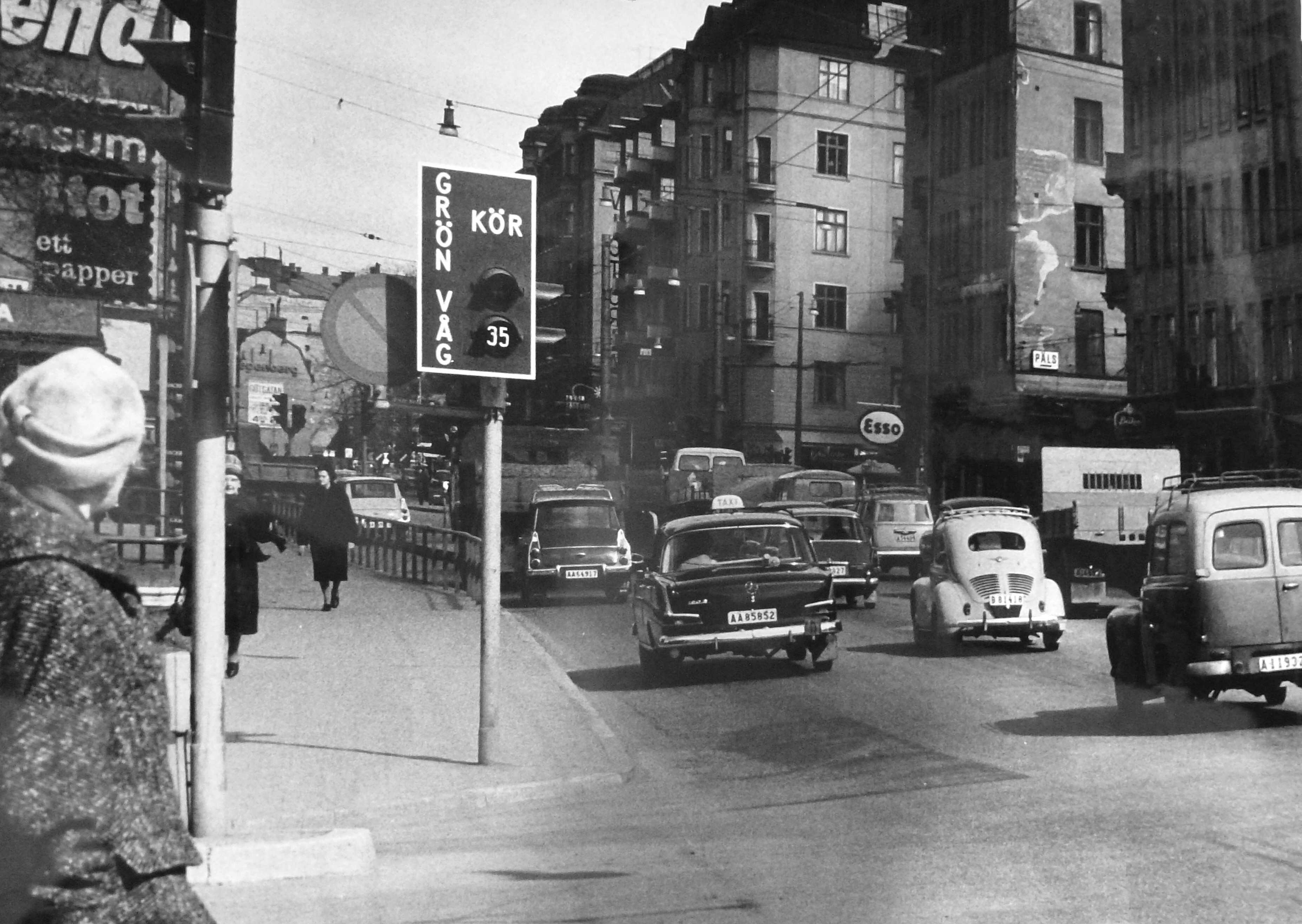
Tore Johnsons fotografi över ett försök med "Grön våg" på Götgatan 1958.

Tore Yngve Johnson, född 8 januari 1928 i Frankrike, död 14 maj 1980 i Maria Magdalena församling i Stockholm, var en svensk fotograf. Han var medlem av gruppen Tio fotografer och son till Eyvind Johnson.
År 1948 var han assistent hos K.W. Gullers och en kortare tid hos Sten Didrik Bellander. Från 1948 var han verksam som frilansfotograf med uppdrag för bland annat tidningen Vi.
Johnson var en av de medverkande i utställningen ”Unga Fotografer” 1949 i Stockholm. Han vistades i Paris under flera år runt 1950 tillsammans med svenska fotografkollegor, en vistelse som kom att prägla mycket av hans framtida stil. Han utförde på 1950- och 1960-talen fotouppdrag åt dåvarande Stockholms stads gatukontor, där han bland annat dokumenterade gatukontorets arbete.
Tore Johnson kom att bli mest känd för sina verklighetsnära men samtidigt poetiska bilder av storstadens miljöer och människor, såväl inom som utom landet, bland annat i Kongo, USA, Frankrike och i Arktisregionen. Hans arkiv ingår sedan 2002 i Nordiska museets samlingar.
Tore Johnson pryder också konvolutet på Imperiets samlings-LP Live/Studio från 1988, med fotot ”strippan” Finnerödja från 1956 samt sex fotot på baksidan från samma serie. Han är gravsatt i minneslunden på Skogskyrkogården i Stockholm.

## Filmfoto
- 1969 – Eriksson